# Ida Dalser
Ida Irene Dalser (Sopramonte, Trento, Italia, 1880-Isla de San Clemente, Venecia, 3 de diciembre de 1937) fue una mujer italiana, amante y aparentemente la primera esposa del dictador fascista Benito Mussolini. Fue la madre de Benito Albino Mussolini (1915-1942).

## Biografía
Ida Dalser nació en la región del Trentino, era hija del alcalde del pueblo y fue enviada a París para aprender cosmética. Al regresar, abrió un salón en Milán, el Salone Orientale di Igiene e Bellezza, que le dio notoriedad y dinero. 
No están claras las circunstancias de cuándo y dónde Ida Dalser conoció al joven Mussolini, si en Trento -donde trabajaba como periodista en 1909 en el periódico socialista Avanti- o en Milán; lo cierto es que ambos entablaron una relación cuando él comenzó su actividad política. 
Se presume que se casaron en 1914, y al año siguiente ella tuvo su primogénito varón, Benito Albino Mussolini; aunque para esta fecha Mussolini ya era padre de Edda —hija tenida con Rachele Guidi—. Los comprobantes de la unión matrimonial de Mussolini con Dalser nunca fueron hallados.
El affair de Mussolini con otra mujer, Rachele Guidi, fue determinante en el abandono posterior de la relación con Ida. En 1915 Mussolini se alistó para combatir en la Primera Guerra Mundial y tras un tiempo en las trincheras fue ingresado como herido en Treviglio. Poco después Mussolini se casó el 17 de diciembre de 1915 con Rachele Guidi, que pasó a ser la esposa oficial.
Mientras peleaba en la guerra, Mussolini le enviaba una pensión a Ida. Al regresar de la guerra en 1917, Mussolini abandonó el socialismo y fundó el fascismo, negándose a continuar cualquier contacto con Ida, con quien nunca volvió a encontrarse en persona, mientras la carrera política de Mussolini ascendió rápidamente hasta llegar a ser reconocido por la Casa de Saboya.

## Persecución y muerte
Una vez en el poder, Ida y su hijo fueron vigilados por la policía, que trató además de destruir todos los documentos que probaban la relación. Ella insistió en hacerse reconocer y validar como la mujer del Duce, incluso públicamente. Fue internada en un manicomio, primero en Pergine Valsugana y luego en la isla de San Clemente en Venecia, donde murió en 1937 según consta en el registro por una «hemorragia cerebral».
Su hijo Benito Albino Mussolini fue secuestrado por las autoridades fascistas, se le dijo que su madre había muerto y fue adoptado por el exjefe de policía de Sopramonte. Fue educado en Milán y luego se enroló en la marina siempre bajo estricta vigilancia. Benito insistía en que el Duce era su padre, razón por la cual fue internado en el asilo de Limbiate, donde murió en 1942 a los 26 años, según algunas fuentes por marasmo —desnutrición—.

## Redescubrimiento y valoración
Su historia fue suprimida por las autoridades fascistas y se mantuvo oculta por largo tiempo, hasta que el periodista Marco Zeni la hizo pública en un documental de la RAI que motivó dos libros —L'ultimo filò y La moglie di Mussolini—. 
En el año 2009 el director Marco Bellocchio presentó su película Vincere, basada en la historia de Ida Dalser con Giovanna Mezzogiorno, que fue galardonada en Chicago y Cannes.